# Marcel Claret
Pour les articles homonymes, voir Claret.
 (juin 2021).
Temple de la renommée France : 2012
Pierre Jean Marcel Claret (né le 1er juillet 1911 à Chamonix, mort le 27 septembre 1981 dans la même commune) est un joueur professionnel français de hockey sur glace.

## Famille
Son père Pierre Léon Claret est restaurateur. Les cinq enfants jouent au hockey sur glace : Pierre et Jean sont aussi des joueurs de Chamonix. Ida et Berthe font partie d'une équipe féminine, l'Edelweiss Chamonix, dont Ida est la capitaine.
Marcel Claret est, par Ida, l'oncle de Maurice et Roger Chappot. Il est aussi l'oncle de Jean-Claude Guennelon et donc le grand-oncle de Gérald Guennelon.
Toute la famille Claret figure au Temple de la renommée du hockey français en 2012.

## Carrière
Marcel Claret commence sa carrière au Stade français qui est champion de France en 1932, 1933, 1934, 1935. En 1937, il rejoint le Chamonix Hockey Club, il en est le capitaine quand Chamonix devient champion de France en 1939.
Il participe à la finale de la Coupe Spengler 1933 avec le Stade français alors rebaptisé les Rapides puis en 1935.
Il revient après la Seconde Guerre mondiale et redevient champion en France en 1949. Il finit sa carrière dans la réserve de Chamonix.
En 1946, Marcel Claret devient le président du Chamonix Hockey Club, il démissionne en 1971,.
Marcel Claret fait partie de l'équipe de France aux Jeux olympiques de 1936 à Garmisch-Partenkirchen. Il participe au championnat du monde en 1934 et 1935 puis en 1950,.

## Biographie
Le 15 septembre 1943, il est arrêté par la Gestapo avec son frère cadet Pierre pour avoir ravitaillé le maquis et envoyé par Klaus Barbie dans la prison Montluc à Lyon. Il est ensuite déporté vers le camp de détention de Compiègne et le camp de concentration de Buchenwald, avant d'être déplacé à Bergen-Belsen. Claret est libéré part les Britanniques le 15 avril 1945 et pris en charge par la Croix-Rouge à Lille le 1er mai 1945,.

## Hommage
Le trophée Marcel-Claret récompense l'équipe ayant montré le meilleur esprit sportif au cours de la saison régulière de la Ligue Magnus (championnat de France de hockey-sur-glace). Il a été décerné pour la première fois à l'issue de la saison 1980-1981. L'équipe ayant accumulé le moins de pénalités lors de la saison régulière remporte ce trophée.